# Josef Bierský
Josef Bierský (19. března 1920 Lubno, okres Frýdek-Místek – 19. října 1944 hora Smrk) byl český výsadkář. Za druhé světové války byl součástí výsadku Wolfram, který byl v září 1944 vysazen na území Protektorátu Čechy a Morava. In memoriam byl povýšen na poručíka pěchoty.

## Život
Josef Bierský se narodil 19. března 1920 v Lubně v okrese Frýdek-Místek. Jeho otec Jan Bierský pracoval ve Vítkovických železárnách. Rodina vlastnila menší hospodářství, na kterém hospodařila matka Barbora (rozená Gurecká). Josef Bierský měl tři sourozence, dva starší bratry a starší sestru. Po obecné škole navštěvoval měšťanku ve Frýdlantu nad Ostravicí, učil se slévačem ve Vítkovických železárnách a navštěvoval Baťovu školu mladých mužů ve Zlíně. Po studiích, která ukončil v roce 1938 krátce pracoval ve Vítkovických železárnách. Byl členem Dělnické tělovýchovné jednoty (DTJ) a později (ve Velké Británii, kde DTJ nepůsobila) členem Sokola. V září 1938 se dobrovolně přihlásil k odvodu do československé armády. Vojenskou službu nastoupil 1. března 1939, sloužil u 4. ženijního pluku v Bratislavě. Po vzniku samostatného Slovenského státu byl dne 15. března 1939 převzat do slovenské armády, z jejíž evidence byl vyjmut 26. května 1939.

## Druhá světová válka
V červenci 1939 Josef Bierský spolu se svým kamarádem Pavlem Toflem přešel hranice do Polska a následně se dostal do Francie, kde se prezentoval nejprve u 1. pluku francouzské cizinecké legie v Sidi bel Abbes a po výcviku působil v rámci československé armády ve Francii. Účastnil se bojů na frontě, po vítězství německých vojsk odplul do Velké Británie. Byl přidělen k 2. praporu československé brigády, absolvoval několik odborných kurzů včetně parašutistického výcviku. Postupně dosáhl hodnosti rotného.
Po výcviku byl zařazen do operační skupiny Wolfram, která byla 14. září 1944 vysazena poblíž Nytrové v oblasti Beskyd na území tehdejšího Protektorátu Čechy a Morava. Úkolem skupiny bylo připravovat, organizovat a provádět partyzánskou činnost na moravsko-slovenském pomezí. Josefa Bierského vítr při seskoku zanesl mimo určený prostor. U Bílého Kříže se dostal do přestřelky s německou pohraniční hlídkou, které zastřelil dva psy. Až po několika dnech se znovu shledal s ostatními členy skupiny, v níž působil jako zásobovací důstojník. Dne 19. října 1944 byl při akci na hoře Smrk zákeřně zastřelen a oloupen recidivistou Stanislavem Kotačkou, který se mezi partyzány ukrýval, aby se vyhnul trestu za loupeže. Později byl Kotačka zatčen protektorátní policií a vstoupil do služeb gestapa.
Josef Bierský byl původně pochován svými spolubojovníky na místě, kde zemřel. Po válce byly ostatky exhumovány a 30. září 1945 pohřbeny s vojenskými poctami za účasti jeho spolubojovníků do rodinného hrobu na hřbitově v Borové. Na Smrku na místě, kde zemřel, je umístěna pamětní deska, jméno Josefa Bierského je uvedeno na památnících padlých druhé světové války v Lubně, Janovicích, Bystré a Starých Hamrech.

## Vyznamenání
- 1944 –  Pamětní medaile československé armády v zahraničí se štítky Francie a Velká Británie
- 1944 –  Československá medaile Za zásluhy II. stupně
- 1945 –  Československý válečný kříž 1939
- 1945 –  Československá medaile Za chrabrost před nepřítelem